# Ingin Jaya (Muara Tiga)
Ingin Jaya is een bestuurslaag in het regentschap Pidie van de provincie Atjeh, Indonesië. Ingin Jaya telt 742 inwoners (volkstelling 2010).